# Banaur
Banaur o Banur és una ciutat i municipalitat de l'Índia al districte de Patiala, a l'estat de Panjab. Té una població (2001) de 15.005 habitants.
El seu nom antic fou suposadament Pushpa o Popa Nagri o Pushpawati (Ciutat de les Flors) i fou famosa pels jardins i per l'extracció de perfums. És esmentada per primer cop per Baber i sota Akbar el Gran va esdevenir un mahal del govern de Sirhind. Fou arrabassada als mogols per Singhpuria Sikhs i Amar Singh, Raja de Patiala, després de la caiguda de Sirhind el 1763. Fou part del principat de Patiala on fou capital d'un tahsil del nizamat o província de Pinjaur. Estava protegida per l'antic fortí mogol de Zulmgarh i un de més modern. El 1901 tenia 5.610 habitants (6.671 el 1881). Hi ha diverses ruïnes a la rodalia. A la ciutat destaca la tomba de Malik Sulayman el pare del governant Sayyid Khizr Khan